# Championnat de France de basket-ball de deuxième division 1982-1983
Navigation
Saison précédente Saison suivante
Le championnat de Nationale 2 de basket-ball est le deuxième plus haut niveau du championnat de France masculine de basket-ball. Vingt-trois clubs participent à la compétition en deux poules. 
À la fin de la saison régulière, les équipes classées première de leur poule montent en Nationale 1 et se dispute sur une manche le titre de Champion de France de Nationale 2. 
Les équipes classées de la 9e à la 12e place de Nationale 2 à l'issue de la saison régulière du championnat, descendent en Nationale 3. 

## Clubs participants

### Poule A
| Clubs             | Salles (Capacités)                                                   | Villes                 |
| ----------------- | -------------------------------------------------------------------- | ---------------------- |
| Ajaccio           |                                                                      | Ajaccio                |
| Chalon-sur-Saône  | Maison des sports (1 200 places)                                     | Chalon-sur-Saône       |
| Dijon             | Palais des sports Jean-Michel-Geoffroy (4 628 places)                | Dijon                  |
| Graffenstaden     |                                                                      | Illkirch-Graffenstaden |
| Granges           |                                                                      | Granges-sur-Vologne    |
| CRO Lyon          | Palais des sports de Lyon (6500 places)                              | Lyon                   |
| Nancy             | Palais des sports Jean-Weille (4500 places)                          | Nancy                  |
| Nice UC           | Salle Pasteur (1500 places) & Salle Serge-Leyrit                     | Nice                   |
| Orléans           |                                                                      | Orléans                |
| Racing Club Paris | Stade Pierre-de-Coubertin (4200 places) & Gymnase Japy (1500 places) | Paris                  |
| Roanne            | Halle André-Vacheresse (3 085 places)                                | Roanne                 |
| Saint-Étienne     | Stadium du Bardot (? places)                                         | Saint-Étienne          |

### Poule B
| Clubs                    | Salles (Capacités)                  | Villes                   |
| ------------------------ | ----------------------------------- | ------------------------ |
| Asnières                 | Espace Concorde (500 places)        | Asnières                 |
| Berck                    | Palais des sports (3000 places)     | Berck                    |
| Challans                 | Salle Michel Vrignaud (2400 places) | Challans                 |
| Clermont-Ferrand         | Maison des Sports (5000 places)     | Clermont-Ferrand         |
| Denain                   | Salle Jean Degros (2500 places)     | Denain                   |
| Évreux                   | Salle Jean Fourré (3399 places)     | Évreux                   |
| Fleury-les-Aubrais       |                                     | Fleury-les-Aubrais       |
| Grand Fort Philippe      |                                     | Grand-Fort-Philippe      |
| Le Vésinet               | Salle Henri Dunant (? places)       | Le Vésinet               |
| Saint-Brieuc             | Salle Omnisports (? places)         | Saint-Brieuc             |
| Villefranche-de-Rouergue | Gymnase du Tricot (? places)        | Villefranche-de-Rouergue |
| Villeneuve-sur-Lot       | Stadium (1000 places)               | Villeneuve-sur-Lot       |

## Saison régulière

### Classement de la saison régulière

#### Poule A
| # | Équipe            | Pts | J  | G  | N | P  | Pp | Pc | Diff |
| 1 | CRO Lyon          | 50  | 20 |    |   |    |    |    |      |
| 2 | Roanne            | 49  | 20 |    |   |    |    |    |      |
| 3 | Saint-Étienne     | 49  | 20 |    |   |    |    |    |      |
| 4 | Nancy             | 48  | 20 |    |   |    |    |    |      |
| 5 | Dijon             | 43  | 20 | 11 | 1 | 8  |    |    |      |
| 6 | Nice UC           | 42  | 20 |    |   |    |    |    |      |
| 7 | Graffenstaden     | 40  | 20 |    |   |    |    |    |      |
| 8 | Orléans           | 36  | 20 |    |   |    |    |    |      |
| 9 | Racing Club Paris | 35  | 20 |    |   |    |    |    |      |
| 10 | Chalon-sur-Saône  | 26  | 20 | 3  | 0 | 17 |    |    |      |
| 11 | Granges           | 22  | 20 | 1  | 0 | 19 |    |    |      |
| Relégation en Nationale 3# = classement; Pts = points; J = joués; G / N / P = gagnés / nuls / perdus; Pp / Pc / Diff = points pour / contre / différence entre points pour et points contre |                   |     |    |    |   |    |    |    |      |

- A la fin du mois de janvier 1983, le PAC Ajaccio est forfait général[1].

#### Poule B
| # | Équipe                   | Pts | J  | G | N | P  | Pp | Pc | Diff |
| 1 | Challans                 | 56  | 22 |   |   |    |    |    |      |
| 2 | Denain                   | 52  | 22 |   |   |    |    |    |      |
| 3 | Saint-Brieuc             | 52  | 22 |   |   |    |    |    |      |
| 4 | Berck                    | 48  | 22 |   |   |    |    |    |      |
| 5 | Villeneuve-sur-Lot       | 46  | 22 |   |   |    |    |    |      |
| 6 | Clermont-Ferrand         | 45  | 22 |   |   |    |    |    |      |
| 7 | Villefranche-de-Rouergue | 45  | 22 |   |   |    |    |    |      |
| 8 | Évreux                   | 44  | 22 |   |   |    |    |    |      |
| 9 | Fleury-lès-Aubrais       | 40  | 22 |   |   |    |    |    |      |
| 10 | Grand Fort Philippe      | 36  | 22 |   |   |    |    |    |      |
| 11 | Le Vésinet               | 34  | 22 | 6 | 0 | 16 |    |    |      |
| 12 | Asnières                 | 30  | 22 |   |   |    |    |    |      |
| Relégation en Nationale 3# = classement; Pts = points; J = joués; G / N / P = gagnés / nuls / perdus; Pp / Pc / Diff = points pour / contre / différence entre points pour et points contre |                          |     |    |   |   |    |    |    |      |

## Finale
- CRO Lyon / Challans : 114-89[2]

## Sources
- Olivier Furon : Le livre d'or du basket 1983, édition Solar, 1983, 128 pages,  (ISBN 2-263-00783-0)